# Pode Morar Aqui
Pode Morar Aqui é uma canção da cantor brasileiro Theo Rubia, com composição do próprio. Foi lançada como single nas plataformas digitais em 11 de junho de 2019 e foi o primeiro single do cantor para o álbum "Maranata".

## Repercussão
A canção foi lançada para o EP "Maranata", no Spotify a canção rapidamente rapidamente tomou proporção e conta com quase 80 milhões de streams, já no YouTube a canção ficou entre as mais tocadas e conta mais de 100 milhões de views.
A canção recebeu o Disco de Diamante pela Pro-Música Brasil.

## Videoclipe
"Pode Morar Aqui" recebeu um clipe ao vivo no dia 6 de julho de 2024, o clipe conta com mais de 100 milhões visualizações no YouTube.

## Lista de faixas
| Streaming e download digital |                              |                |         |  |
| N.º                          | Título                       | Compositor(es) | Duração |  |
| 1.                           | "Pode Morar Aqui"            | Theo Rubia     | 9:27    |  |
| 2.                           | "Pode Morar Aqui (Remix)"    | Theo Rubia     | 3:07    |  |
| 3.                           | "Pode Morar Aqui - Acústico" | Theo Rubia     | 5:04    |  |

### Versão com Alessandro Vilas Boas
| Streaming e download digital |                                               |                |         |  |
| N.º                          | Título                                        | Compositor(es) | Duração |  |
| 1.                           | "Pode Morar Aqui (Com Alessandro Vilas Boas)" | Theo Rubia     | 9:50    |  |

### Versão em Espanhol
| "Streaming" e "download digital" |                                     |         |  |
| N.º                              | Título                              | Duração |  |
| 1.                               | "Puedes Morar Aquí(Con David Lugo)" | 9:11    |  |

## Certificações
| Ano  | Obra                                                    | Certificação |
| ---- | ------------------------------------------------------- | ------------ |
| 2024 | Pode Morar Aqui (Ao Vivo)                               | Diamante     |
| 2024 | Pode Morar Aqui (feat. Alessandro Vilas Boas) [Ao Vivo] | Platina      |

## Versão em espanhol
No dia 15 de junho de 2021, Theo Rubia lança a versão em espanhol do sucesso "Pode Morar Aqui" com David Lugo.